# Lotte Koch
Pour les articles homonymes, voir Koch.
Luise Charlotte Koch, connue sous le nom de scène de Lotte Koch, née le 9 mars 1913 à Bruxelles et morte le 7 mai 2013  à Unterhaching (Bavière), est une actrice allemande.

## Filmographie partielle
- 1936 : Lumpacivagabundus
- 1940 : Marie Stuart (Das Herz der Königin) de Carl Froelich
- 1940 : Achtung! Feind hört mit!
- 1941 : Friedemann Bach
- 1941 : Anschlag auf Baku
- 1944 : Aufruhr der Herzen
- 1944 : Die schwarze Robe
- 1947 : … und über uns der Himmel
- 1948 : Morituri d'Eugen York
- 1949 : Gesucht wird Majora
- 1949 : Madonna in Ketten
- 1950 : Export in blond
- 1953 : Käpt'n Bay-Bay de Helmut Käutner